# 芋

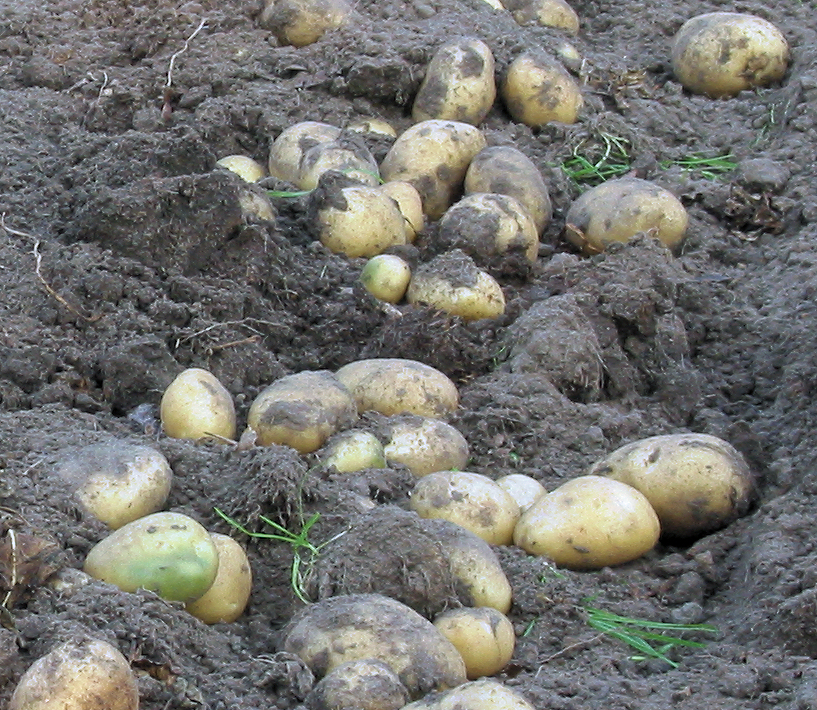
ジャガイモの塊茎（地下茎）

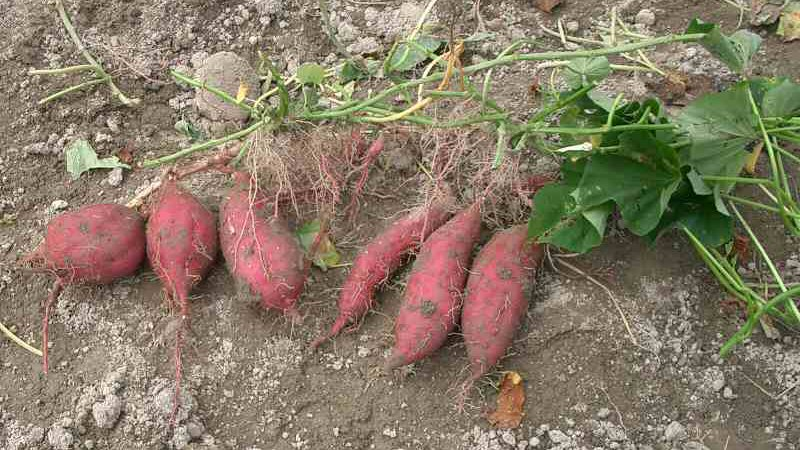
サツマイモの塊根（根）

芋（いも）とは、植物の根や地下茎といった地下部が肥大化して養分を蓄えた器官。また、特にデンプン（澱粉）を蓄積する受容器官を地下に形成し、その地下部位を利用する植物をいう。ただし、地中の組織の肥大化がみられても澱粉蓄積の少ないものは含めない。また、デンプンの利用に加工を要するクズ（葛）や食味が異なるクワイなどは含めない。

## 植物としての特徴

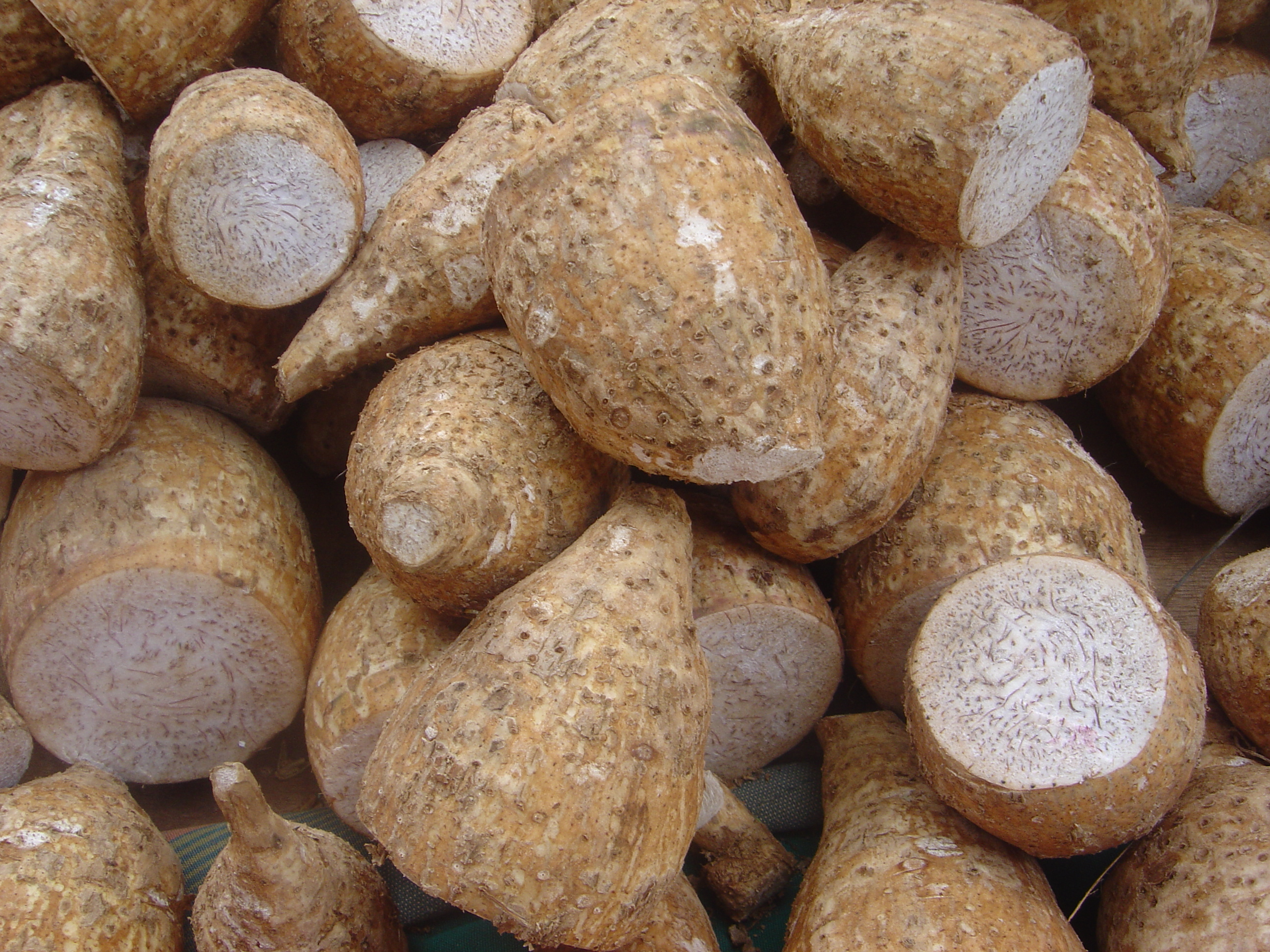
タロイモの球茎（地下茎）

### 栽培
イモ類の多くは熱帯原産であるが、温帯で無霜期間を利用して十分に収穫できるもの（ジャガイモなど）は温帯でも栽培されている。多くの芋は多年草で、種子から育てると一年以内に芋が大きくならない。種芋から育てて一年以内で収穫するのが普通だが、中にはコンニャクイモのように数年越しで育てる芋もある。
作物としては食糧のほか、飼料、加工用、工業用に栽培され、特に土地生産性が高く、他のデンプンを生産する植物群よりも単位面積当たりの人口扶養力が高い。人類史では半栽培から栽培に移行する比較的早い段階で倍数体を利用した品種改良が行われ、特に東南アジア、メラネシアやポリネシアなどの太平洋地域では根栽農耕文化が発達した。穀類との関係では、条件が整えばイモ類の栽培は比較的容易である。ただし、繁殖に栄養器官を用いるため、種子繁殖の穀類に比べて労働集約的にならざるを得ず、一部の商品化されているものを除いて収穫の機械化も難しく大規模栽培には適さないとされる。
イモ類は野生種はもとより栽培種でも強弱はあるものの何らかの毒性があり、倍数体利用による栽培化の過程で可食部の肥大化と有毒成分の低下が図られてきた。一般的なジャガイモであっても発芽部分や緑色になった皮には嘔吐や腹痛・下痢や頭痛といった食中毒程度の被害が主ではあるとはいえ毒性が存在し、その食用には注意を要する。各種のイモ類の栽培とともに水さらしや発酵などによる毒抜きのための技術も各地で発達した。
また、イモ類は食糧不足のときに特に注目を集める作物であるが、水分が多く、輸送性や貯蔵性では穀類に劣り、この点は文明成立の基盤になりにくい根拠とされることもある。
食糧や飼料のほか、工業上は異性化糖や加工澱粉の原料となる。

### 分類
デンプンを蓄える組織によって以下のように分類される。
- 塊根類（Root tuber）:根の一部がイモとなるもの[2]。
  - サツマイモ （ナス目ヒルガオ科サツマイモ属）
  - キャッサバ （フウロソウ目トウダイグサ科イモノキ属） タピオカ原料

- 塊茎類（Stem tuber）:茎の組織がイモとなるもの[2]。
  - ジャガイモ （ナス目ナス科ナス属）
  - キクイモ （キク目キク科ヒマワリ属）
  - アピオス （マメ目マメ科ホドイモ属）
  - ヒカマ （マメ目マメ科クズイモ属）
  - タシロイモ（ユリ目ヤマノイモ科タシロイモ属）

- 球茎類（Corm）:茎が肥大化してイモとなるもの[2]。
  - タロイモ類 （サトイモ目サトイモ科サトイモ属）
    - サトイモ

  - コンニャクイモ （サトイモ目サトイモ科コンニャク属）
  - インドクワズイモ（サトイモ目サトイモ科クワズイモ属）
- 担根体（Rhizophore）:茎と根の組織がイモとなるもの[2]。
  - ヤムイモ類 （ユリ目ヤマノイモ科ヤマノイモ属）
    - ナガイモ 長芋
    - ヤマノイモ 山芋
    - ダイジョ 大薯
    - トコロ　野老
      - トゲトコロ　棘野老

なお、日本では広義の「サトイモ」に、球根部を食用とするいわゆるサトイモ（Colocasia esculenta  Schott）に、ハスイモ（Leucocasia gigantea Schott）を含めることがあるが、後者はもっぱら葉柄を食用とする。

## 食品栄養上の特徴
食糧資源としては澱粉作物の中でも主要な炭水化物源となっている。
一般に芋の栽培は穀物の栽培と比べて容易で、天候の変化にも強い。面積あたりの生産量が多く、面積あたりのカロリー生産量でも、芋のほうが穀物より多い。
栄養上の主な成分はデンプンだが、比率としては穀物と比べて遜色ないタンパク質も含む。しかし含有水分が多いので、重量あたりでみるとカロリー・タンパク質とも穀物より少ない。たくさん食べるか、他の食物で補うかしなければならない。もっとも、太るまで食べ過ぎることがないというのは、現代的には健康によい特徴とも言える。なお、タンパク質についてはキャッサバなどの茎葉には多く含まれており、副食に調理され大量に消費されている。
このほかビタミンCも多く含まれており、例えば北欧でのジャガイモの導入は壊血病の解消に大きな役割を果たした。
水分量が多いことは腐りやすさにもつながり、穀物と比べると保存が利かず、貯蔵や輸送管理に困難がある。

## 俗語と芋

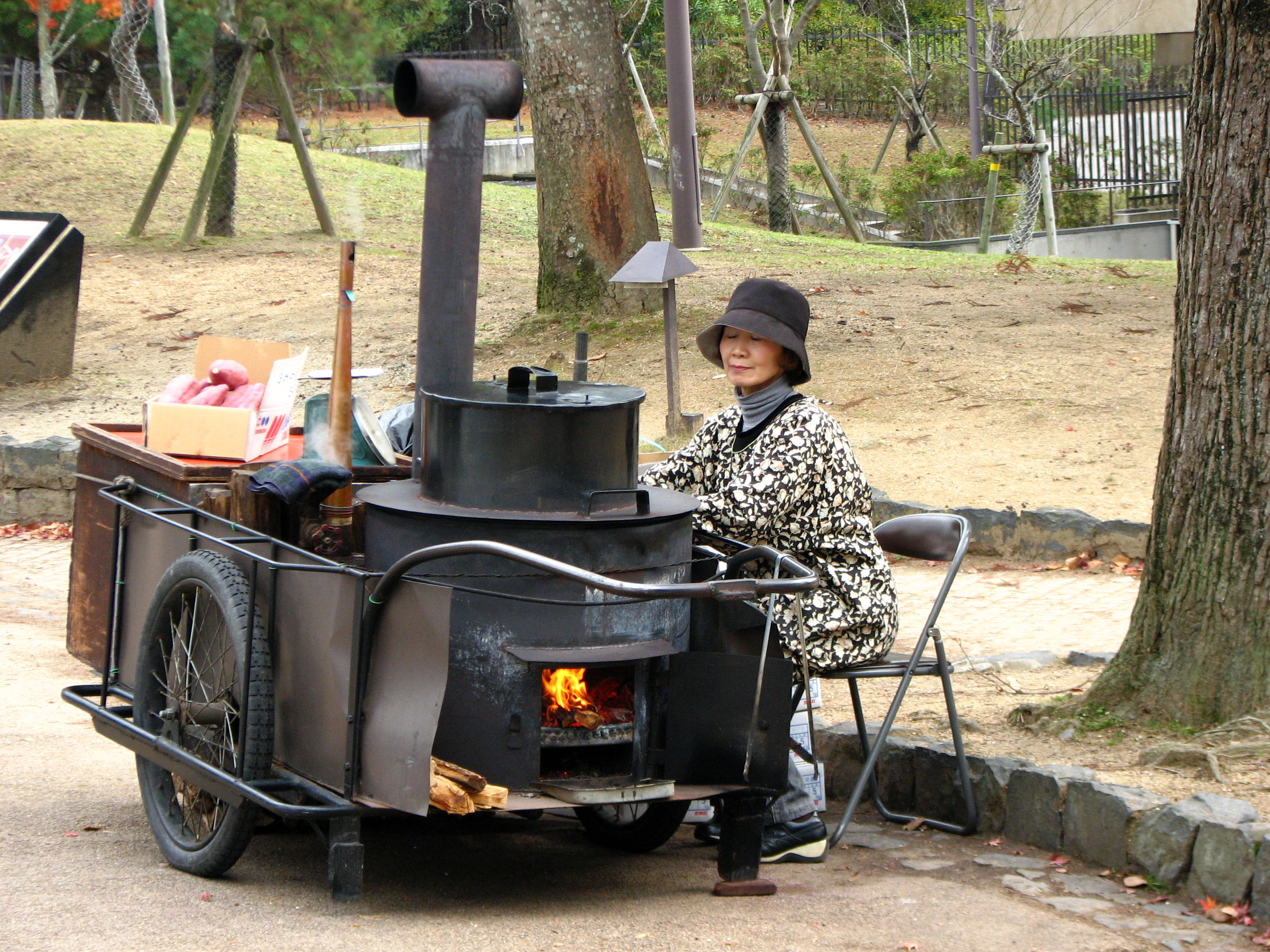
古くから甘くて美味しい石焼き芋は人気がある

栽培場所を選ばず安定供給が可能なため、得易く安価な食料として庶民に広く親しまれてきた。しかし、「何処でも得られる食料」ゆえ、蔑まれる傾向も見られる。いわゆる「イモ」というと「洗練されていない」の意味を含んだ、いわゆる「ダサい奴」という意味で使われる蔑称となる。芋料理は、しばしば「田舎料理」（郷土料理）の代表に挙げられる（例：九州大学生をカリカチュアライズした菓子『いも九』）。
芋づる式
サツマイモのつるを引っ張ると、芋が連なって一度に取れることから、一度に取得できること又は一つが取れると連なって取れる事を指す。
芋を引く
不良用語、俗語の一つ。芋を引いて土から抜く時、引手の人間は後ろに後ずさり尻餅をつくことが多い。このことから、喧嘩や揉め事の場でおじけづく、たじろぐ、逃げ出すことを意味する。主にやくざが使う隠語で、こういった意味から臆病者の事を「芋引き」と呼んでいる。

## 芋の加工品
- ジャガイモの加工品
  - ポテトチップス
  - ハッシュドポテト
  - フライドポテト
  - ベイクドポテト
  - マッシュポテト
- サツマイモの加工品
  - 芋焼酎
  - スイートポテト
  - 大学芋
  - 芋けんぴ
  - 干し芋
  - 石焼き芋
  - せん (食品)
- アピオスの加工品
  - 焼酎
- キャッサバの加工品
  - タピオカ
- タロイモの加工品
  - ポイ (料理)
- タシロイモの加工品
  - ハウピア
- ヤムイモの加工品
  - とろろ
- 特定しないもの
  - フフ